# 争取人民民主联盟
争取人民民主联盟（法語：Union pour la Démocratie Populaire，缩写为UDP）是塞内加尔的一个已不存在的地下共产主义政治组织。该组织成立于1981年，前身是青年马列主义者运动。该组织奉行霍查主义，并承认阿尔巴尼亚劳动党为国际共产主义运动的领导者。1991年，该党与其他几个左翼党派合并为一起行动/非洲争取民主和社会主义党。